# Blood, Sweat & Tears (album)
Az 1968-as Blood, Sweat & Tears a Blood, Sweat & Tears második nagylemeze. Hatalmas kereskedelmi sikernek számított: hét hétig vezette az amerikai listákat, és négy kislemeze került be a Top 5-be. 1970-ben elnyerte a Grammy-díjat az év albumáért, és négyszeres platinalemez lett az Egyesült Államokban.
Az első lemez megjelenése után Al Kooper zenekarvezető két másik taggal kilépett az együttesből. Bobby Colomby és Steve Katz új énekes után néztek, választásuk David Clayton-Thomasra esett. Három további zenész csatlakozott az együtteshez, így növelve a létszámot kilencre. A Columbia James William Guercio-t bízta meg egy új lemez elkészítésével (ő közben az új Chicagóval dolgozott együtt).
Az album szerepel az 1001 lemez, amit hallanod kell, mielőtt meghalsz című könyvben.

## Az album dalai

### Első oldal
1. Variations on a Theme By Erik Satie (első és második tétel) – 2:35
  - a Trois Gymnopédies feldolgozása; hangszerelte Dick Halligan
  - felvéve 1968. október 9-én
2. Smiling Phases (Steve Winwood, Jim Capaldi, Chris Wood) – 5:11
  - felvéve 1968. október 15-én
3. Sometimes in Winter (Steve Katz) – 3:09
  - felvéve 1968. október 8-án
4. More and More (Vee Pee Smith, Don Juan) – 3:04
  - felvéve 1968. október 15-én
5. And When I Die (Laura Nyro) – 4:06
  - felvéve 1968. október 22-én
6. God Bless the Child (Billie Holiday, Arthur Herzog Jr.) – 5:55
  - felvéve 1968. október 7-én

### Második oldal
1. Spinning Wheel (David Clayton-Thomas) – 4:08
  - felvéve 1968. október 9-én
2. You've Made Me So Very Happy (Berry Gordy Jr., Brenda Holloway, Patrice Holloway, Frank Wilson) – 4:19
  - felvéve 1968. október 16-án
3. "Blues – Part II (Blood, Sweat & Tears) – 11:44
  - felvéve 1968. október 22-én
  - a Sunshine of Your Love (Jack Bruce, Pete Brown, Eric Clapton) és a Spoonful (Willie Dixon) interpolálva
4. Variations on a Theme By Erik Satie (első tétel) – 1:49
  - felvéve 1968. október 9-én
  - a dal végén hallható cipőkopogás Lucy Angle modellé

2000-ben egy CD-kiadás is megjelent. Ez két bónuszdalt tartalmazott, a More and More és a Smiling Phases élő felvételeit (mindkettőt a New York-i The Cafe au Go-Go-ban rögzítették 1968. augusztus 2-án).

## Helyezések

### Album
| Év   | Lista                | Helyezés |
| ---- | -------------------- | -------- |
| 1969 | Billboard Pop Albums | 1        |

### Kislemezek
| Év   | Kislemez                                                            | Lista                        | Helyezés |
| ---- | ------------------------------------------------------------------- | ---------------------------- | -------- |
| 1969 | You've Made Me So Very Happy (3:26) B-oldal: Blues – Part II (5:26) | Billboard Pop Singles        | 2        |
| 1969 | And When I Die (3:26) B-oldal: Sometimes In Winter                  | Billboard Pop Singles        | 2        |
| 1969 | Spinning Wheel (2:39) B-oldal: More and More                        | Billboard Adult Contemporary | 1        |
| 1969 | Spinning Wheel                                                      | Billboard Pop Singles        | 2        |

## Közreműködők

### Zenészek
- David Clayton-Thomas – ének, kivéve a Sometimes In Winter-t
- Lew Soloff – trombita, szárnykürt
- Bobby Colomby – dobok, ütőhangszerek, háttérvokál
- Jim Fielder – basszusgitár
- Dick Halligan – orgona, zongora, fuvola, harsona, háttérvokál
- Steve Katz – gitár, szájharmonika, háttérvokál, ének a Sometimes In Winter-ön
- Fred Lipsius – altszaxofon, zongora
- Chuck Winfield – trombita, szárnykürt
- Jerry Hyman – harsona, furulya

### Produkció
- Producer: James William Guercio
- Hangmérnök: Fred Catero, Roy Halee
- Hangszerelés: Dick Halligan, Fred Lipsius, Al Kooper
- Borító: Timothy Quay, Bob Cato
- Fényképek: Harrie George
- Design: John Berg